# ツギオミカドヤモリ
ツギオミカドヤモリ (Rhacodactylus leachianus) は、ミカドヤモリ属に分類されるトカゲ。ミカドヤモリ属の模式種。

## 分布
ニューカレドニア本島、イルデパン島および周辺の島嶼

## 形態
全長36.4センチメートル。尾は小型で細く、再生尾（継いだ尾）のように見えることが和名の由来。
卵は長径3.5 - 4センチメートル、短径2 - 3センチメートル。孵化直後の幼体は、全長8 - 11センチメートル。

## 分類
イルデパン（パイン島）および周辺の島嶼の個体群を亜種R. l. henkeliとする説もあるが、明確な違いがないことやアロザイム分析による分子系統学の研究から、亜種の有効性を疑う説も多い。
- Rhacodactylus leachianus leachianus (Cuvier, 1829)
- Rhacodactylus leachianus henkeli Seipp & Obst, 1994

ニュ－カレドニアの固有種であり、産地による表現型の違いから、ロカリティー(産地)ごとに分類されている。

## 生態
果実、昆虫、小型爬虫類、などを食べる。成体が小型の鳥類を捕食した例もある。
夜行性で原生林の樹洞を隠れ家や営巣地とする。
繁殖様式は卵生。1シーズンに平均4回、1回に2個の卵を産む。卵は60 - 160日で孵化する(孵化日数は孵卵温度により異なる)。

## 人間との関係
ニューカレドニア本島内で広くみられることから、絶滅のおそれは低いと考えられている。一方で森林伐採や農地開発などによる生息地の破壊、送電線による感電死、人為的に移入されたネコやネズミ類・アリ類Wasmannia auropunctataなどによる捕食、人為的に移入されたシカ類やブタによる植生の破壊、ペット用の密猟などによる影響が懸念されている。
ペットとして飼育されることもあり、日本にも輸入されている。ニューカレドニアは野生動物の輸出を禁止しているため、研究用に海外に持ち出されてから飼育下繁殖された個体もしくはそれらに由来する個体が流通する。大型種のため、高さが60センチメートル以上はある大型のケージを用意する。ケージ内には太い枝を組み、コルクバークや観葉植物などで隠れ家を設ける。餌としてコオロギや潰した果実、果実製のベビーフードなどを与える。果実やベビーフードは餌容器に入れて与え、傷んだらすぐに除去するようにする。